# 溫顯
溫顯（1538年—1585年），字公宣，初號晦吾，登第後改號纯庵，福建泉州府晉江縣人，軍籍，明朝政治人物。

## 生平
萬曆四年（1576年）丙子科福建鄉試第十名，萬曆八年（1580年）庚辰科會試第九十八名，登二甲第三名進士。户部觀政，本年授户部主事，管明智草场，十二年升员外郎、署郎中，掌太仓库，出监江西漕兑。父亲去世丁憂归乡，逾年卒，年四十八。

## 家族
曾祖溫玉，曾任訓導；祖父溫夔，曾任壽官；父溫學周，號西榕。母金氏。严侍下。兄温碩、弟温籲、温頫。